# Hengstpass
Der Hengstpass ist ein Gebirgspass in der oberösterreichischen Gemeinde Rosenau am Hengstpaß an der Grenze zur Steiermark. Er trennt das Reichraminger Hintergebirge (Oberösterreichische Voralpen) von den Haller Mauern (Ennstaler Alpen). Der Passübergang ist als Landesstraße L 550 ausgebaut und verbindet die Orte Windischgarsten und Rosenau am Hengstpaß mit den teils in der Steiermark, teils in Oberösterreich liegenden Orten Oberlaussa und Unterlaussa und der steirischen Marktgemeinde Altenmarkt.

## Lage und Bedeutung
Über den Hengstpass verläuft die Wasserscheide zwischen dem Dambach im Westen, der über die Teichl in die Steyr entwässert, und dem Rotkreuzbach im Osten, der über den Laussabach in die Enns fließt. Der tiefste Punkt der Wasserscheide weist eine Höhe von 964 m ü. A. auf und findet sich bei der Egglalm.
Diese wurde bis zur Neutrassierung des Hengstpassstraße als Passstation mit Wirts- und Posthaus genutzt.
Die Egglalm wird heute durch einen Güterweg erschlossen. Die heutige Landesstraße führt nicht mehr über die ehemalige Hengstpasshöhe, sondern über einen östlich gelegenen Nebenpass, und erreicht dabei eine Höhe von 985 m ü. A.
Die alte Hengstpassstraße hatte seit dem 16. Jahrhundert große Bedeutung für den Proviant- und Eisentransport. Während das Eisen aus dem Ennstal zur Weiterverarbeitung ins Garstner-, Krems- und Steyrtal transportiert wurde, wurden in umgekehrter Richtung die Eisenarbeiter mit Lebensmitteln versorgt. Am Pass wurden dabei für die Fuhrleute gegen Bezahlung Hengste bereitgestellt, um deren Zugtiere schonen zu können.
Durch die topographische Lage kommt es im Winter oft zu ergiebigen Schneefällen, die es kurzzeitig unmöglich machen, die Passstraße zu benützen. Aufgrund der mittlerweile hohen touristischen Bedeutung wird die Straße aber schnell geräumt. Im Bereich der Gemeinde Rosenau wurden zwei Lawinengalerien über die Straße errichtet.
Erst 2008 wurde eine Stromleitung entlang des Passes gebaut, um die zahlreichen Gebäude ganzjährig mit Strom zu versorgen.
Im November 2015 wurde mittels Helikopter am Fuß des Mitterbergs – sein Gipfel liegt gut fünf Kilometer südlich des Passes – auf 1400 m Seehöhe ein 43 m hoher dreikantiger Gitterrohrmast als Sender für Mobiltelefonie (mit LTE 800) aufgestellt, womit das Gebiet des Passes seit Einführung von GSM erstmals mit Mobilfunk versorgt wird. Die westlich nahe gelegene Gemeinde Rosenau und Blaulichtorganisationen unterstützten das Ansuchen des Netzbetreibers A1 um Errichtung dieses Senders im Naturschutzgebiet.

## Tourismus
Bekannt ist das Passgebiet als beliebte Wanderregion mit zahlreichen bewirtschafteten Almen und Gasthäusern. Sowohl im Sommer als auch im Winter stehen unzählige Möglichkeiten für Wander-, Ski- und Radtouren zur Verfügung. Beschildert sind unter anderem ein Almenrundwanderweg von der Puglalm ausgehend sowie ein Wanderweg von der Peterbauernalm zur Schoberbauernalm. Gut besucht ist auch der Klettergarten an der Kampermauer (1394 m, Lage). Der Pass grenzt an den südlichen Rand des Nationalparks Kalkalpen.
Nahe der Passhöhe gibt es im Bereich Zickerreith einen Parkplatz, von dem aus es möglich ist, Wanderungen in den Nationalpark durchzuführen. Ein beliebtes Wanderziel ist hier vor allem der Wasserklotz (1505 m, Lage), von dem man sowohl Richtung Windischgarsten und Totes Gebirge als auch weit in den Nationalpark und darüber hinaus blicken kann.

## Hengstpasshütte
Die Hütte befindet sich direkt auf der 985 m hohen Passhöhe. Errichtet wurde sie von der Nationalpark O.ö. Kalkalpen Service Ges.m.b.H. und im August 2009 eröffnet. Sie dient einerseits als Informations- und Servicestelle und anderseits als Selbstversorgerhütte für Gruppen. Dabei stehen 2 Bettenlager für je 10 Personen und ein Zweibettzimmer zur Verfügung.